# Savignac-les-Ormeaux
 Savignac-les-Ormeaux  là một xã ở tỉnh Ariège, thuộc vùng Occitanie ở phía tây nam nước Pháp.